# Víctor René Mendieta Sáenz
Víctor René Mendieta Sáenz (6 settembre 1982) è un calciatore panamense, di ruolo attaccante.
Anche suo padre Víctor René Mendieta Ocampo è stato un calciatore.

## Carriera

### Club
Ha giocato nella massima serie dei campionati panamense e colombiano.

### Nazionale
Ha esordito con la nazionale panamense nel 2003, disputando la Coppa delle nazioni UNCAF 2003.